# Hermínio de Brito
Hermínio Américo de Brito, ismertebb nevén Britto (São Paulo, 1914. május 6. – ?) brazil labdarúgó-fedezet. Az 1938-as világbajnokságon a harmadik helyezést elért csapat tagja volt.

## Pályafutása

### Klubcsapatokban
Elsősorban Brazíliában játszott São Paulo és Rio de Janeiro különböző klubjaiban: a Corinthians, az America, a Flamengo, a Vasco da Gama, és a Bangu színeiben. 1939-ben az argentin Independiente és az uruguayi Peñarol csapatát erősítette.

### A válogatottban
A brazil labdarúgó-válogatottban négy nemzetközi mérkőzést játszott. Szerepelt az 1937-es Copa Américán és az 1938-as világbajnokságon.